# Мепен
Мепен (на немски: Meppen) е окръжен град в окръг Емсланд в Долна Саксония, Германия, близо до границата с Нидерландия. Мепен има 34 918 жители (2015). Намира се до Дортмунд-Емс-канал.
Градът е споменат за пръв път през 834 г. в документ за дарение на император Лудвиг Благочестиви. През 1360 г. Мепен получава права на град от епископ Адолф фон Мюнстер. През 1803 г. Мепен става столица на Херцогство Аренберг-Мепен.